# Hyundai HB20
La Hyundai HB20 è un utilitaria di segmento B prodotta dalla casa automobilistica sud coreana Hyundai Motor Company per il mercato sudamericano a partire dal 2012.
Viene proposta con due tipi di carrozzeria e tre versioni (berlina 5 porte, berlina 4 porte denominata HB20S e crossover 5 porte denominata HB20X) ha sostituito i modelli Hyundai Getz e Accent sul mercato brasiliano.

## Il contesto
La HB20 è una vettura concepita appositamente per il mercato latino americano nell’ottica di una strategia del costruttore coreano che prevedeva la realizzazione di modelli specifici per determinate aree commerciali, la sigla HB20 e acronimo di Hyundai Brazil 20. Lo sviluppo partì nel 2007. La vettura é una utilitaria di segmento B proposta con carrozzeria berlina 5 porte e 4 porte sedan che si posiziona come concorrente dei modelli brasiliani Fiat Palio e Grand Siena, la Chevrolet Onix e Prisma e la Volkswagen Gol e Voyage.
La produzione viene avviata nel settembre del 2012 presso il nuovo stabilimento Hyundai di Piracicaba in Brasile; la casa madre investi complessivamente 600 milioni di dollari per la realizzazione della nuova fabbrica. Poco dopo il debutto viene premiata come Auto dell’Anno 2013 in Brasile.
Nel marzo 2013 al Parco nazionale dell'Iguazú viene presentata la versione berlina a quattro porte denominata HB20S; rispetto alla versione 5 porte, la berlina presenta il terzo volume posteriore e un bagagliaio dalla capacità di 450 litri con divano posteriore abbattibile. La HB20S inoltre possiede ammortizzatori tarati per garantire un maggior comfort essendo una vettura destinata ad un impiego familiare. La gamma motori è composta dagli stessi propulsori della versione 5 porte. 
Nel settembre 2013 al salone dell’auto di San Paolo viene svelata la versione stile crossover denominata HB20X, basata sulla versione 5 porte e caratterizzata dall’assetto rialzato di 20 mm, cerchi in lega da 15 pollici, ulteriori protezioni sottoscocca, scudi paracolpi in plastica grezza lungo la carrozzeria e barre sul tetto. I paraurti sono specifici con una nuova calandra che presenta una ampia cromatura. La trazione è anteriore e il solo motore disponibile è il 1.6 Gamma 16V.
Il 24 agosto 2015 viene prodotto l'esemplare numero 500.000.
La vettura utilizza il telaio di base flessibile condiviso con gli altri modelli del gruppo Hyundai-Kia come la i20 (prima serie), la Accent e la Kia Rio. La scocca è realizzata in acciai alto resistenziali e acciai classici a deformazione programmata con le portiere dotate di barre d'acciaio anti intrusione e di rinforzi aggiuntivi nel sottotelaio per adattarsi alle strade dissestate del Sud America. Lo schema meccanico è il classico delle vetture di segmento B Hyundai con trazione anteriore e motore in posizione trasversale, sospensioni anteriori a ruote indipendenti con geometria MacPherson e barra stabilizzatrice e retrotreno a ruote interconnesse da un ponte torcente e barra stabilizzatrice, ammortizzatori a gas e impianto frenante a dischi auto ventilati all'avantreno e tamburi al retrotreno. I dispositivi di sicurezza di serie sono il sistema anti bloccaggio delle ruote motrici (ABS), il ripartitore di frenata (EBD), dispositivo di frenata assistita (BAS), airbag frontali con quello per il lato passeggero disattivabile. Sui modelli di punta son disponibili il controllo elettronico della stabilità (ESP) e della trazione (TCS), fendinebbia e airbag laterali.

## Design
Esteticamente la HB20 adotta il linguaggio stilistico Fluidic Sculptire comune a tutti i modelli Hyundai del periodo, caratterizzato da linee morbide; il frontale presenta ampi fanali che si raccordano alla calandra cromata, la fiancata possiede un profilo ondulato mentre nella coda sono presenti fanali a sviluppo orizzontale. Il design complessivo è fedele ad altri modelli della gamma del costruttore come la seconda serie di Hyundai i30. Lo stesso stile viene adottato all’interno con la plancia a sviluppo “a farfalla” con il sistema di infotainment al centro e le bocchette verticali. La strumentazione possiede la retroilluminazione regolabile automaticamente o manualmente in base alla luminosità (Supervision Cluster).
La versione 5 porte possiede una carrozzeria lunga 3,92 metri con un passo di 2,5 metri e un bagagliaio dalla capacità di 300 litri con divano fisso e di 900 litri con divano abbattuto.
La versione berlina tre volumi è lunga 4,23 metri e mantiene lo stesso passo. Riprende lo stesso stile nel frontale dalla versione 5 porte ma possiede una portiera posteriore specifica con arco più alto per migliorare l’abilità posteriore.
La versione crossover HB20X ricalca stilisticamente la 5 porte con la differenza di cerchi in lega specifici e gli scudi paracolpi stile SUV. La lunghezza della HB20X è di 3,995 metri.

## Restyling 2015

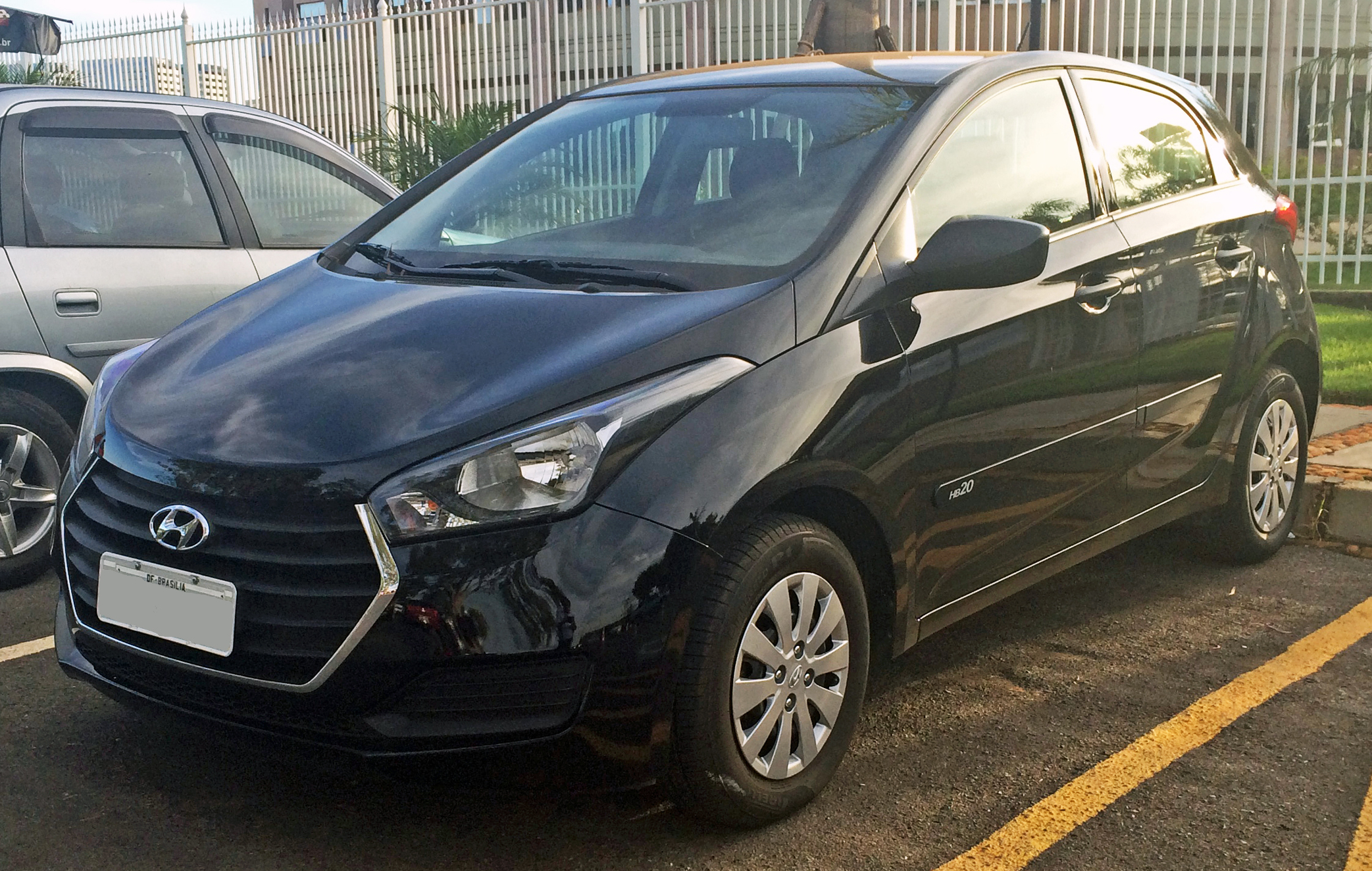
La HB20 dopo il restyling

Nel settembre 2015 viene presentato il restyling per la famiglia HB20; le modifiche riguardano l'estetica della vettura che porta al debutto nuovi paraurti anteriori con una calandra di dimensioni maggiori denominata Cascading Grille, nuovi fanali anteriori con luci diurne a LED e nuovi paraurti posteriori più spigolosi nella forma e nuova grafica per i fanali posteriori. La plancia non subisce modifiche, debutta solo il nuovo sistema multimediale blueAudio con autoradio dallo schermo LCD da 3,8 pollici con lettore CD, MP3, porta USB, Aux e bluetooth. Sui modelli di punta è disponibile invece il nuovo sistema di infotainment blueMedia con touchscreen da 7 pollici, navigatore GPS, lettore CD ed MP3, bluetooth e compatibilità con Android Auto e Apple CarPlay.
Nel 2016 viene introdotto il motore 1.0 turbo tre cilindri appartenente alla famiglia motoristica Kappa con distribuzione a 12 valvole ed erogante 98 cavalli nel funzionamento a benzina e 105 cavalli nel funzionamento a bioetanolo.

## Motorizzazioni
La gamma motori è composta da due propulsori alimentati a benzina o a bioetanolo (flexy-fuel). Il più piccolo è il 1.0 12V facente parte della famiglia motoristica Hyundai Kappa: è un tre cilindri a iniezione elettronica multipoint Bosch e fasatura variabile CVVT che eroga 75 cavalli alimentato a benzina e 80 cavalli ad etanolo. È abbinato alla trasmissione manuale a cinque rapporti.
Il motore più grande è il 1.6 16V della famiglia Gamma. È un quattro cilindri benzina o flexy-fuel a iniezione elettronica e fasatura variabile con doppio albero a camme e quattro valvole per cilindro. La potenza massima erogata è di 122 cavalli a 6.000 giri al minuto nel ciclo a benzina e di 128 cavalli a 6.000 giri al minuto nel ciclo a bioetanolo. È abbinato al cambio manuale a cinque rapporti oppure all'automatico sequenziale con convertitore a sei marce.
| Modello                       | Disponibilità | Motore                                  | Cilindrata cm³ | Potenza               | Coppia max                  | Emissioni CO2 (g/km) | 0–100 km/h (secondi) | Velocità max (km/h) | Consumo medio (km/l) |
| 1.0 12V Kappa flex            | dal debutto   | 3 cilindri in linea, Benzina-Bioetanolo | 998            | 55-59 kW (75-80 CV)   | 92-100 N·m @4.500 giri/min  | -                    | 14,6                 | 161                 | -                    |
| 1.0 12V Kappa Turbo flex      | dal 2016      | 3 cilindri in linea, Benzina-Bioetanolo | 998            | 72-77 kW (98-105 CV)  | 135-147 N·m @4.500 giri/min | -                    | 11,2                 | 182                 | -                    |
| 1.6 16V Gamma flex            | dal debutto   | 4 cilindri in linea, Benzina-Bioetanolo | 1.591          | 90-94 kW (122-128 CV) | 157-162 N·m @4.500 giri/min | -                    | 9,3                  | 189                 | -                    |
| 1.6 16V Gamma flex automatica | dal debutto   | 4 cilindri in linea, Benzina-Bioetanolo | 1.591          | 90-94 kW (122-128 CV) | 157-162 N·m @4.500 giri/min | -                    | 11,2                 | 190                 | -                    |